# Picauville

Picauville este o comună în departamentul Manche, Franța. În 1 ianuarie 2022 avea o populație de 3.222 de locuitori.